# Lapara coniferarum
Lapara coniferarum  is een vlinder uit de familie van de pijlstaarten (Sphingidae).
De imago heeft een spanwijdte van 50 tot 57 millimeter. De voorvleugel is grijs met twee of drie zwarte streepjes midden op de vleugel. Verdere tekening is vaag. Langs de binnenrand vanaf de vleugelbasis tot halverwege de vleugel bevindt zich een bruine vlek. De achtervleugel is effen bruingrijs.
De soort gebruikt soorten Pinus als waardplanten. De eitjes zijn doorgschijnend lichtgroen. Na 8 tot 10 dagen verschijnen de rupsen.
De soort komt voor in het oostelijk deel van Noord-Amerika.